# Odontochodaeus delphinensis
Odontochodaeus delphinensis är en skalbaggsart som beskrevs av Renaud Maurice Adrien Paulian 1959. Odontochodaeus delphinensis ingår i släktet Odontochodaeus och familjen Ochodaeidae. Inga underarter finns listade i Catalogue of Life.